# Nossis
Nossis, 300-talet f.Kr., var en antik grekisk skald, aktiv i Locri i Syditalien. 
Elva fyradiga epigram av hennes skrifter är bevarade i Anthologia Palatina. Ett är en hyllning till Eros och kärleken, ett en hyllning till Sapfo, och de övriga utformade som beskrivningar av offergåvor, något som var en klassisk konstform. Flera av dessa utgör troligen fiktiva porträtt av hennes kvinnliga vänner.    
Hon ingår i den grupp av nio kvinnliga diktare som av Antipater från Thessalonica jämförs med de nio muserna: Sapfo, Praxilla,  Moero, Anyte, Erinna, Telesilla, Korinna, Nossis och Myrtis.